# جورج فیتزروی، اولین دوک نورثامبرلند
جورج فیتزروی، اولین دوک نورثامبرلند (انگلیسی: George FitzRoy, 1st Duke of Northumberland; ۲۸ دسامبر ۱۶۶۵ – ۲۸ ژوئن ۱۷۱۶) سیاستمدار اهل پادشاهی بریتانیای کبیر بود. وی همچنین برندهٔ جوایزی همچون نشان بند جوراب شده‌است.